# Exemen de Lenda
Exemen de Lenda (Simon de Lenda, Ximen de Lenda) était un dignitaire de l'ordre du Temple qui fut le dernier maître de province en Aragon et en Catalogne.

## Biographie
Exemen a d'abord été commandeur avant d’accéder au rang de maître de province. Il est mentionné initialement comme commandeur de Cantavieja avant de se voir confier la commanderie d'Horta de Sant Joan.
En 1301, il mène une ambassade auprès de Philippe le Bel concernant les négociations de paix relatives à la Castille
Sa nomination comme maître de la province templière d'Aragon et de Catalogne fut confirmée par Jacques de Molay le 8 septembre 1307,. En août, le roi Jacques II d'Aragon avait pourtant demandé au maître de l'Ordre que ce poste échoit à Dalmau de Timor, alors commandeur de Barberà mais Jacques de Molay répondit qu'il ne pouvait le faire sans le consentement du chapitre. Ce dernier préférant nommer Exemen de Lenda à la suite de la mort du maître précédent de la province, Bérenger de Cardona. Exemen de Lenda occupera ce poste jusqu'à la suppression de l'ordre.
Il fut l'un des templiers arrêtés lors des opérations d'arrestation menées dans la forteresse de Peniscola et dans les possessions templières situées à Valence le 1er décembre 1307. Il est à noter que cette arrestation eut lieu peu de temps avant l'arrivée en Espagne de la bulle Pastoralis præminentiæ le 18 janvier, alors qu'elle avait été fulminée par le pape Clément V le 22 novembre.